# Schlechtendal (Adelsgeschlecht)

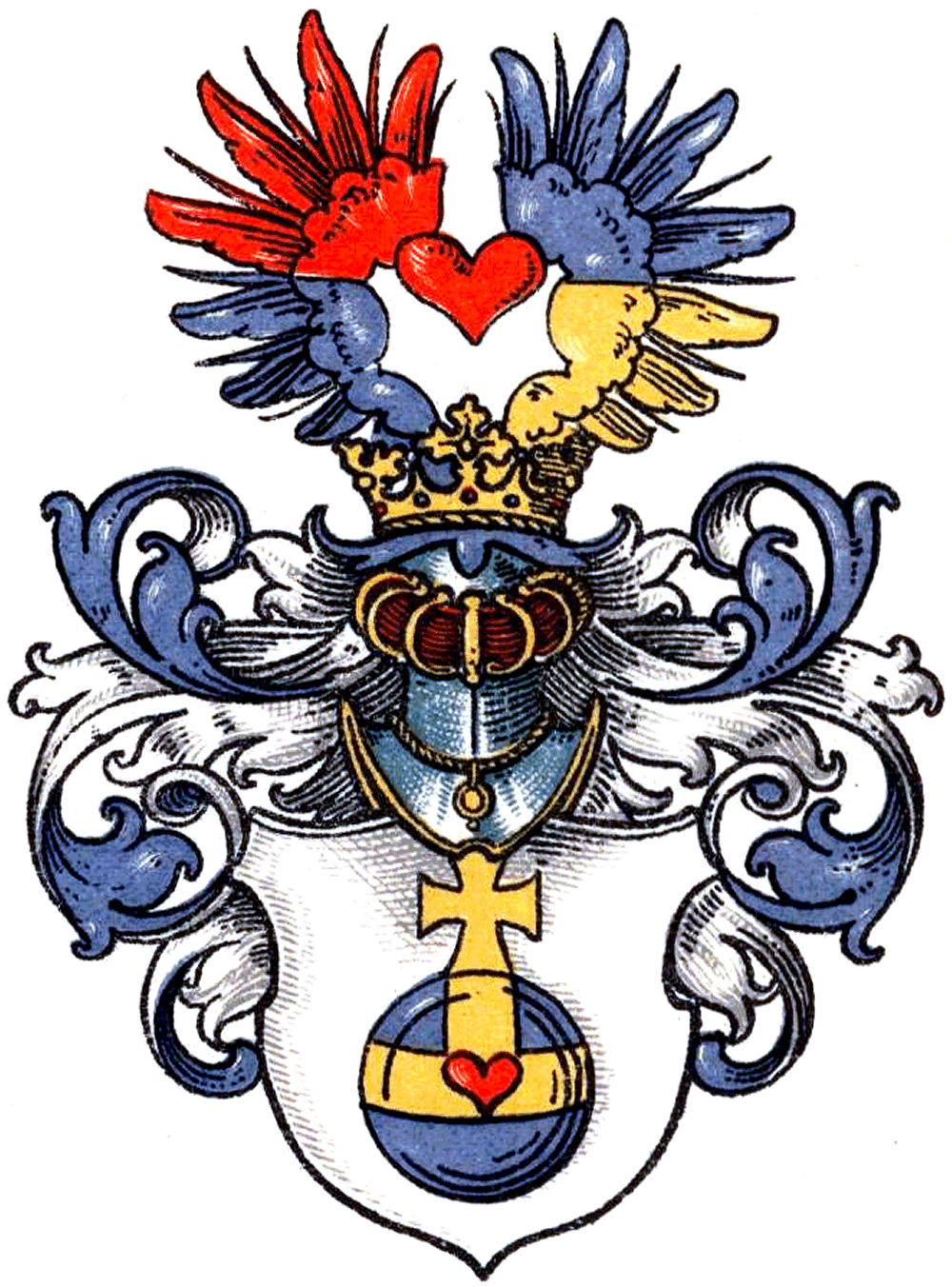
Wappen derer von Schlechtendal

Schlechtendal (historisch auch Schlegtendael, Schlegtendal, Schlechtendahl) ist der Name eines aus dem Rheinland stammenden Briefadelsgeschlechts, ursprünglich aus der Reichsabtei Werden.

## Geschichte
Am 19. Juli 1558 wurde Wilhelm Schlechtendal an der Universität zu Köln immatrikuliert: Guilielmus Schlechtendal Greueraedt (Gräfrath bei Solingen) ad artes jur. et sol. 1576 trat Wilhelm Schlechtendahl, Rentmeister der Abtei Werden, als Zeuge einer Urkunde des Abts Heinrich Duden auf. 1578 war er Zeuge eines Vergleichs des Abts von Werden mit dem Erbmarschall Wilhelm von Eill. 1605 bezeugten Caspar Schlechtendal und Robert von der Hove, beide Lehnsmänner des Grafen Johann zu Limburg und Brunckhorst, Herrn zu Styrumb, die Belehnung des Wirich von Wittgenstein, Richters zu Castrop, für Gisbert von Bodelschwing zu Bodelschwing, mit dem Gut Schurbrandt.
1696 stellte der kurbrandenburgische Sekretär Schlechtendahl Auszüge aus der klevischen Kammerregistratur zusammen. Die Stammreihe der Familie Schlechtendal beginnt mit dem kleveschen Hofgerichtsrat Johann Dietrich Schlechtendal († 1704). Dessen Enkel, der Kriegsrat Johann Dietrich Schlechtendal (* 14. April 1698; † 15. Mai 1795) heiratete 1734 Elisabeth Anne von Rauner (* 1701; † 17. Juli 1763) verwitwete Rittmeyer. Seine Söhne Georg Heinrich, preußischer Oberamts-, Regierungs- und Konsistorialrat in Breslau (1736–1800), Franz Friedrich, preußischer Landrichter in Xanten (1735–1791) und Reinhard (Richard) Friedrich, preußischer Geheimer Regierungsrat in Kleve (1739–1818) wurden am 2. Oktober 1786 von König Friedrich Wilhelm II. in den preußischen Adelsstand erhoben.
Die Ehen von Georg Heinrich und Reinhard Friedrich waren ohne Nachkommen. Alle späteren Mitglieder der Familie sind daher Nachkommen des Landrichters Franz Friedrich aus Xanten.

## Wappen
Das Wappen führt im silbernen Schild eine blaue Weltkugel mit goldenem Reif und Kreuz (Reichsapfel), belegt mit einem roten Herzen. Auf dem Helm mit rechts blau-goldenen (blau-roten) und links rot-goldenen (rot-blauen) Decken das Herz zwischen Rot und Blau übereck geteiltem Flug.

## Angehörige
- Antonie Florentine von Schlechtendal (1832–1858)
- Diederich Franz Leonhard von Schlechtendal (1794–1866), deutscher Botaniker
- Diederich Friedrich Carl von Schlechtendal (1767–1842), deutscher Jurist und Richter
- Dietrich von Schlechtendal (1834–1916), deutscher Botaniker und Entomologe
- Eugen von Schlechtendal (1830–1881), preußischer Verwaltungsjurist und Landrat
- Georg Heinrich von Schlechtendal (1736–1800), preußischer Regierungspräsident in Breslau
- Georg Julius von Schlechtendahl (1770–1833), preußischer Beamter
- Hermann von Schlechtendal (1859–1920), preußischer Landrat in Schleiden und Mülheim am Rhein
- Max-Friedrich von Schlechtendal (1868–1920), deutscher Generalmajor
- Reinhard Friedrich von Schlechtendal (1739–1818), preußischer Regierungspräsident in Aurich

## Unbekannte Zuordnung
In Schlesien lebte der kaiserliche Oberstleutnant Hans Albrecht von Schlechtendal († 1690). Dessen Linie starb mit seinem Sohn 1766 in Stroppen aus.